# Ладошкаја
Ладошкаја (рус. Ладожская; адиг. Алмэлы) насељено је место руралног типа (станица) на југозападу европског дела Руске Федерације. Налази се у централном делу Краснодарске покрајине и административно припада њеном Устлабинском рејону.
Према статистичким подацима Националне статистичке службе Русије за 2010. у насељу је живело 14.828 становника и друго је по величини насеље у рејону.

## Географија
Станица Ладошкаја се налази у централном делу Краснодарског краја, односно у централном делу припадајућег му Устлабинског рејона. Лежи у ниској степи Кубањско-приазовске низије, на надморској висини од 93 метра, на десној обали реке Кубањ.
Село се налази на око 18 километара североисточно од рејонског центра Уст Лабинска, односно на неких 77 км североисточно од града Краснодара.
Значајна је железничка станица на линији Краснодар−Кавкаскаја, а кроз село пролази и друмски правац Темрјук−Кропоткин.

## Историја
Станицу Ладошкају основали су 1802. Козаци некадашњег Јекатеринославског козачког одреда који су на ово подручје премештени са подручја око Дњепра. Основана је као једна од одбрамбених тачака на тзв. „Козачкој одбрамбеној линији” на југу тадашње Руске Империје. Станица је име добила по Ладошком гвардијском пуку који је из Санкт Петербурга премештен на ово подручје.
У периоду 1934−1953. станица Ладошкаја је била административни центар истоименог, Ладошког, рејона.

## Демографија
Према подацима са пописа становништва 2010. у селу је живело 14.828 становника.
| 1959.  | 1979.  | 2002.  | 2010.  |
| ------ | ------ | ------ | ------ |
| 10.607 | 13.169 | 14.714 | 14.828 |